# Сборная Норвегии по кёрлингу на колясках
Смешанная сборная Норвегии по кёрлингу на колясках — национальная сборная команда (в которую могут входить как мужчины, так и женщины), представляет Норвегию на международных соревнованиях по кёрлингу на колясках. Управляющей организацией выступает Ассоциация кёрлинга Норвегии (норв. Norges Curlingforbund, англ. Norwegian Curling Association).

## Результаты выступлений

### Зимние Паралимпийские игры
| Год  | Место | И  | В | П | Состав |
| ---- | ----- | -- | - | - | --- |
| 2006 | 4     | 10 | 5 | 5 | Гейр Арне Скогстад (скип), Руне Лорентсен, Paul Aksel Johansen, Trine Fissum, запасной: Lene Tystad                            |
| 2010 | 9     | 9  | 3 | 6 | Руне Лорентсен (скип), Йостен Стордаль, Гейр Арне Скогстад, Lene Tystad, запасной: Анне Метте Самдаль, тренер: Per Christensen |
| 2014 | 8     | 9  | 3 | 6 | Руне Лорентсен (скип), Йостен Стордаль, Анне Метте Самдаль, Терье Рафдаль, запасной: Сиссель Локен, тренер: Оле Ингвальдсен    |
| 2018 | 2     | 13 | 8 | 5 | Руне Лорентсен (скип), Йостен Стордаль, Оле Фредрик Сиверсен, Сиссель Локен, запасной: Рикке Иверсен, тренер: Петер Дальман    |
| 2022 | 7     | 10 | 4 | 6 | Йостен Стордаль (скип), Оле Фредрик Сиверсен, Гейр Арне Скогстад, Сиссель Локен, запасной: Миа Свеберг, тренер: Петер Дальман  |

(данные отсюда:)

### Чемпионаты мира
| Год  | Место          | И              | В              | П              | Состав |
| ---- | -------------- | -------------- | -------------- | -------------- | --- |
| 2002 | не участвовали | не участвовали | не участвовали | не участвовали | не участвовали |
| 2004 | 12             | 8              | 2              | 6              | Paul Aksel Johansen (скип), Гейр Арне Скогстад, Lene Tystad, Trine Fissum                                                                 |
| 2005 | 5              | 8              | 5              | 3              | Paul Aksel Johansen (скип), Гейр Арне Скогстад, Lene Tystad, Trine Fissum, Руне Лорентсен                                                 |
| 2007 | 1              | 12             | 8              | 4              | Руне Лорентсен (скип), Гейр Арне Скогстад, Йостен Стордаль, Lene Tystad, Trine Fissum                                                     |
| 2008 | 1              | 12             | 9              | 3              | Руне Лорентсен (скип), Йостен Стордаль, Гейр Арне Скогстад, Lene Tystad, Анне Метте Самдаль                                               |
| 2009 | 7              | 11             | 5              | 6              | Руне Лорентсен (скип), Гейр Арне Скогстад, Йостен Стордаль, Анне Метте Самдаль, Lene Tystad                                               |
| 2011 | 3              | 12             | 7              | 5              | Руне Лорентсен (скип), Йостен Стордаль, Tone Edvardsen, Терье Рафдаль, Runar Bjørnstad                                                    |
| 2012 | 9              | 9              | 2              | 7              | Руне Лорентсен (скип), Йостен Стордаль, Терье Рафдаль, Сиссель Локен, Per Fagerhøi                                                        |
| 2013 | 10             | 9              | 2              | 7              | Руне Лорентсен (скип), Йостен Стордаль, Сиссель Локен, Терье Рафдаль, Оле Фредрик Сиверсен                                                |
| 2015 | 10             | 9              | 2              | 7              | Руне Лорентсен (скип), Йостен Стордаль, Оле Фредрик Сиверсен, Сиссель Локен, Gina Kristin Brøndbo                                         |
| 2016 | 2              | 12             | 8              | 4              | Руне Лорентсен (скип), Йостен Стордаль, Оле Фредрик Сиверсен, Сиссель Локен, Jan-Erik Hansen (запасной)                                   |
| 2017 | 1              | 13             | 9              | 4              | Руне Лорентсен (скип), Йостен Стордаль, Оле Фредрик Сиверсен, Сиссель Локен, Рикке Иверсен (запасной), Петер Дальман (тренер)             |
| 2019 | 4              | 13             | 8              | 5              | Руне Лорентсен (скип), Йостен Стордаль, Оле Фредрик Сиверсен, Сиссель Локен, Рикке Иверсен (запасной), Петер Дальман (тренер)             |
| 2020 | 5              | 12             | 6              | 6              | Йостен Стордаль (скип), Оле Фредрик Сиверсен, Гейр Арне Скогстад, Сиссель Локен, Рикке Иверсен (запасной), Петер Дальман (тренер)         |
| 2021 | 7              | 11             | 5              | 6              | Йостен Стордаль (скип), Оле Фредрик Сиверсен, Гейр Арне Скогстад, Сиссель Локен, Миа Свеберг (запасной), Петер Дальман (тренер)           |
| 2023 | 7              | 11             | 5              | 6              | Йостен Стордаль (скип), Оле Фредрик Сиверсен, Гейр Арне Скогстад, Миа Ларсен Свеберг, Ingrid Djupskaas (запасной), Петер Дальман (тренер) |
| 2024 | 1              | 14             | 10             | 4              | Йостен Стордаль (скип), Гейр Арне Скогстад, Оле Фредрик Сиверсен, Миа Ларсен Свеберг, Ingrid Djupskaas (запасной), Петер Дальман (тренер) |
| 2025 | 6              | 12             | 6              | 6              | Йостен Стордаль (скип), Гейр Арне Скогстад, Оле Фредрик Сиверсен, Миа Ларсен Свеберг, Ingrid Djupskaas (запасной), Петер Дальман (тренер) |

(данные отсюда:)

### Квалификационные турниры на чемпионаты мира
| Год     | Место | И  | В | П | Состав                                                                                     |
| ------- | ----- | -- | - | - | ------------------------------------------------------------------------------------------ |
| 2012/13 | 1     | 11 | 8 | 3 | Руне Лорентсен (скип), Йостен Стордаль, Сиссель Локен, Терье Рафдаль, Per Fagerhøi         |
| 2014/15 | 1     | 6  | 6 | 0 | Руне Лорентсен (скип), Йостен Стордаль, Сиссель Локен, Терье Рафдаль, Оле Фредрик Сиверсен |

(данные отсюда:)

### Чемпионат мира по кёрлингу на колясках (группа B)
| Год     | Место | И | В | П | Состав                                                                                            |
| ------- | ----- | - | - | - | ------------------------------------------------------------------------------------------------- |
| 2015/16 | 1     | 9 | 9 | 0 | Руне Лорентсен (скип), Йостен Стордаль, Оле Фредрик Сиверсен, Сиссель Локен, Gina Kristin Brøndbo |

(данные отсюда:)